# سلاتینا (استان مونتانا)
سلاتینا (به بلغاری: Slatina) یک منطقهٔ مسکونی در بلغارستان است که در شهرستان برکوویتسا واقع شده‌است.